# Delegationen för migrationsstudier

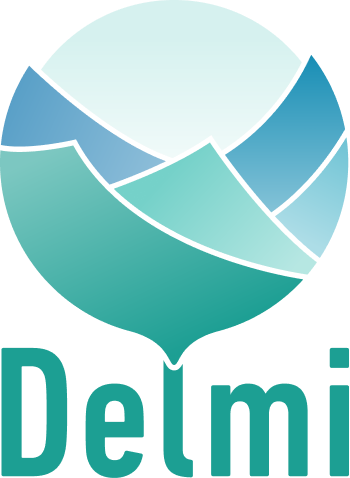
Delmis logga

Delegationen för migrationsstudier (Delmi) är en kommitté under Justitiedepartementet med uppdrag att ta fram underlag för framtida migrationspolitiska beslut. Ett av delegationens övergripande mål är att öka analys- och utvärderingskapaciteten i Sverige inom migrationsfältet. Delmi uppfyller sitt uppdrag genom att sammanställa och popularisera befintlig forskning på migrationsområdet samt genom att initiera nya studier. Delmis studier genomförs vanligtvis av externa forskare och publiceras i form av rapporter, antologier, kunskapsöversikter eller som fristående policy briefs. Initieringen av studierna förhåller sig till omvärldsbevakning, och arbetet styrs av Delmis program och strategi dokumentet för 2021-2025. 
I Delmis uppdrag ingår även att sprida kunskap och information om migrationsfrågor – till bland annat allmänheten, media och civilsamhället – och på så sätt bidra till samhällsdebatten. Som ett led i detta arbete anordnar Delmi seminarier och konferenser i samband med att nya studier publiceras. Seminarierna kan följas direkt eller i efterhand på Delmis officiella webbplats. Vissa av seminarierna visas även i SVT Forum. Delegationen håller även riktade presentationer för beslutsfattare, akademiska miljöer, internationella organisationer och andra aktörer på migrationsområdet.
Delmi är oberoende i förhållande till sin uppdragsgivare, regeringen, och de forskare som anlitas.
Regeringen följer Delmis arbete löpande och ska senast 2024 utreda hur delegationens verksamhet bör bedrivas och under 2025 ta ställning till hur arbetet ska bedrivas i fortsättningen.

## Historik
Delmi inrättades den 21 november 2013 genom kommittédirektiv 2013:102. Delegationens tillkomst har sin grund i den ramöverenskommelse om migrationsfrågor som träffades mellan regeringen Reinfeldt och Miljöpartiet i mars 2011. I överenskommelsen betonades bland annat att det finns ett stort behov av forskning på migrationsområdet.
Regeringen beslutade år 2017 att förlänga kommitténs utredningstid till 2020. Enligt utredningens direktiv för 2020 har Delmi fått förlängt mandat till 2025.

## Organisation
Delegationen utgörs av en kommitté och ett kansli. Kansliet ansvarar för det löpande arbetet och består av kanslichef, biträdande kanslichef, samt utredningssekreterare. Kommittén leds av ordförande Joakim Palme, professor i statskunskap vid Uppsala universitet, och kanslichef är Agneta Carlberger Kundoori.

### Kommitténs ledamöter
- Joakim Palme (ordförande), professor i statskunskap vid Uppsala universitet
- Pieter Bevelander professor i internationell migration och etniska relationer vid Malmö universitet
- Kerstin Brunnberg, journalist och ledamot i Migrationsverkets insynsråd
- Annika Sundén, docent i nationalekonomi och f.d. analysdirektör på Arbetsförmedlingen
- Torbjörn Pettersson, tidigare chef för avdelningen för internationella organisationer och tematiskt stöd på Sida
- Anna Lindblad, biträdande rättschef på Migrationsverket och avdelningschef på Migrationsverket
- Matz Dahlberg, professor i nationalekonomi vid Uppsala universitet

## Publikationer
Delmis studier publiceras i delegationens egen publikationsserie. Delmi har sedan år 2013 gett ut över 100 antologier, rapporter, kunskapsöversikter och policy briefs, vilka finns tillgängliga för nedladdning på delegationens webbplats. Delegationen kvalitetsgranskar studierna innan publicering, varje författare ansvarar dock för textens innehåll, slutsatser och policyrekommendationer.
Delmi har vid ett flertal tillfällen beviljats projektmedel från Asyl-, migrations- och integrationsfonden (AMIF). Delmi har beviljats projektmedel för två aktuella projekt inom områdena Återvändande respektive Laglig migration och integration. I december 2022 samt juni 2025 fick Delmi besked om projektmedel från AMIF. Det första projektet ”Återvändande som internationell migrationspolitik: samordning inom och över nationella gränser” planeras pågå till 2025 och ska resultera i tre rapporter. Det andra projektet ”Främjande av laglig migration till EU: En analys av Migration Resource Centers och konsekvenser för Sverige” planeras pågå till 2026 och resultera i en rapport. 

### Lista över publikationer
2025
- Stöd för psykisk hälsa och integration: Långsiktiga lösningar för ukrainare som flytt till Sverige (2025:7)
- Samordning av återintegrationsinsatser i unika sammanhang – en fallstudie om nordiskt samarbete i den kurdiska regionen i Irak (KR-I) (2025:6)
- Insatser för ökat valdeltagande i bostadsområden med socioekonomiska utmaningar (2025:5)
- Tid, rum, fördomar och uppfattningar i migrationspolitiken - från EU:s externaliserade gränser till utsatthet på den svenska bostadsmarknaden (2025:4)
- Den byggda miljöns betydelse för att minska boendesegregation och ojämlika livsvillkor – en systematisk kunskapsöversikt (2025:3)
- Nordiskt samarbete inom återvändande och återtagande (2025:2)
- EUAA och Sveriges implementering av EU:s nya asyl- och migrationspakt (2025:1)

2024
- Hur formas den svenska migrationspolitiken? (2024:17)
- Hälsa bland förvarstagna och alternativ till förvar (2024:16)
- EU:s förvaltningsfond för nödåtgärder i Afrika och externalisering av migrationskontroll (2024:15)
- Etnisk diskriminering i rekryteringsprocesser – orsaker och åtgärder (2024:14)
- Återkallelse av uppehållstillstånd: Trygghet gällande uppehållstillstånd för flyktingar och migranter efter Tidö-avtalet (2014:13)
- Att väga och värdera invandrares levnadssätt: den svenska vandelsprövningen historiskt och i jämförelse med andra länder (2024:12)
- Krig, politiskt ledarskap och viljan att lämna Ryssland (2024:11)
- Likgiltiga platser och platser för gemenskap: Nyanlända flyktingars relationsskapande i små- och medelstora städer (2024:10)
- Att förstå opinionen om integration: Var står Sverige? (2024:9)
- Återvändandets diplomati: Om samverkan mellan Sverige och diplomatiska beskickningar i återvändande och återtagande (2024:8)
- På flykt från Rysslands anfallskrig i det transnationella Europa: Mottagandet av skyddssökande från Ukraina i Sverige (2024:7)
- Arbetskraftsinvandring till Sverige från tredjeland (2024:6)
- Migranters välbefinnande och befolkningens attityder till migration (2024:5)
- Hur formas den svenska migrationspolitiken? (2024:4) i Norden- Ett restriktivt skifte (2024:3)
- Det andra utanförskapet: En kunskapsöversikt om skuggsamhället i Sverige (2024:2)
- Återvändande och (åter)integration för barn i familj (2024:1)

2023
- Den reglerade invandringen och barnets bästa: En uppdatering efter Tidöavtalet (2023:13)
- Civilsamhällets bidrag till integration (2023:12)
- Integration av unga ur ett flerdimensionellt perspektiv (2023:11)
- Hinder och möjligheter för etablering på den svenska arbetsmarknaden (2023:10)
- Etablering av nyanlända flyktingar (2023:9)
- Ökar röstande aptiten på medborgarskap? (2023:8)
- Integrationsprocesser inom religiösa samfund (2023:7)
- Laglig migration för arbete och studier (2023:6)
- Migration, kontroll och säkerhet i en europeisk kontext (2023:5)
- Under ytan: Hur många och vilka vill lämna sina länder för att flytta till EU och Sverige? (2023:4)
- Lokal Migrationspolitik: Om strukturer, aktörer och processer i svenska kommuner (2023:3)
- Migration, religion och integration (2023:2)
- Att förstå klyftan mellan politiken för flyktingintegration och erfarenheterna av integration: Resultat från två EU-finansierade projekt, FOCUS och NIEM (2023:1)

2022
- (Kommunala) insatser för att underlätta arbetsmarknadsinträdet för flyktingar och deras anhöriga (2022:10)
- Klimatförändringar, fördrivningar, mobilitet och migration: forskningsläget kring nuläget, framtida scenarios och policyalternativ (2022:9)
- Nyanländas integration: En enkätstudie om språkstuderandes erfarenheter av livet i Sverige (2022:8)
- Vilka är mest benägna att rösta i svenska lokala val? Lokalt valdeltagandet bland utrikesfödda i Sverige (2022:7)
- Hur gemensamma är de gemensamma EU-reglerna? Svensk asylrätt i europeiskt perspektiv (2022:6)
- Invandring och integration i svensk opinion (2022:5)
- Massflyktsdirektivet: EU:s svar på skyddssökande från Ukraina. Tillfälligt skydd – ”varför”, ”vem”, ”vad”, ”var” och ”hur” (2022:4)
- Hur många kommer fly från Ukraina och vilka EU-länder kommer de söka sig till? (2022:3)
- Migrationens påverkan på klimatanpassning och sårbarhet (2022:2)
- Exillitteratur i Sverige 1969 till 2019 (2022:1)

2021
- Nya perspektiv på segregation: skola, psykisk hälsa och bosättningsmönster (2021:13)
- Samstämmighet inom utvecklingspolitik. Risk eller chans för EU som utvecklingsaktör? (2021:12)
- Handels- och migrationsavtal mellan EU och tredjeländer (2021:11)
- De som skickades tillbaka: Återvändande och återintegration av avvisade asylsökande till Afghanistan och Irak (2021:10)

- Polariserad demokrati. Hur uppfattade hot påverkar främlingsfientlighet och spänningar mellan olika grupper i samhället (2021:9)
- Interaktiv rasism på internet, i pressen och politiken (2021:8)
- Invandring och välfärdsstaten (2021:7)
- Ungas uppväxtvillkor och integration (2021:6)
- Tidsbegränsade uppehållstillstånd, egenföretagande och skolsegregation – Aktuella avhandlingar om utrikes födda på arbetsmarknaden (2021:5)
- Tolkfunktionen i asylprocessen (2021:4)
- Lokalsamhälletillit i Sverige före och efter flyktingkrisen (2021:3)
- Miljonprogram, migranter och utsatthet för covid-19 (2021:2)
- Idrott och hälsa bland flickor: Uppfattningar och erfarenheter bland föräldrar från Somalia, Eritrea, Syrien och Sverige (2021:1)
- Europeiska asylutmaningar, asyldebatter och reformer (2021:X)

2020
- Nyanlända elever och lärande på gymnasieskolans språkintroduktionsprogram (2020:9)
- Språkkaféet som arena för språkträning (2020:8)
- Migranters möte med svensk hälso- och sjukvård (2020:7)
- Migrationspolitik, välfärd och jämlikhet (2020:6)
- Den reglerade invandringen och barnets bästa (2020:5)
- Åtgärder mot människosmuggling och människohandel: Är de förenliga med EU-stadgan om de grundläggande rättigheterna? (2020:4)
- Effekten av krig: Posttraumatisk stress och social tillit hos flyktingar (2020:3)
- Laglig migration för arbete och studier - Möjligheter att få uppehållstillstånd i Sverige för personer som saknar skyddsbehov (2020:2)
- De som inte får stanna - Att implementera återvändandepolitik (2020:1)

2019
- Fri rörlighet för arbetstagare i EU och dess effekter på statsfinanserna (2019:10)
- Suicidalt beteende och vård (2019:9)
- Barn med posttraumatisk stress (2019:8)
- Ålder vid invandring och arbetsmarknadsintegration – det svenska exemplet (2019:7)
- Åter till grunderna – Läsförmåga, immigration och arbetsmarknadsutfall i Sverige (2019:6)
- Migration och utveckling: biståndets roll (2019:5)
- Internationella studenter i Sverige - Avgiftsreformens påverkan på inflödet av studenter (2019:4)
- Thailändska bärplockare i Sverige - En migrationskorridor till en låginkomstsektor (2019:3)
- Från Afrikas horn till Sverige: Smuggling, informella nätverk och diasporans engagemang (2019:2)
- Bridging the Gaps (2019:1)

2018
- Medborgarskapslagar - en global jämförelse (2018:9)
- Asylsökandes möte med Sverige - Delmi (2018:8)
- Människohandel och människosmuggling i migrationskontext: Utmaningar och lärdomar (2018:7)
- Barn och migration (2018:6)
- Familj, medborgarskap, migration - Sveriges politik för anhöriginvandring i ett jämförande perspektiv (2018:5)
- Attityder till invandring - en analys av förändringar och medieeffekter i Sverige 2014-2016 (2018:4)
- Ensamkommande barns och ungas väg in i det svenska samhället (2018:3)
- Akademiskt utbyte och internationell migration – en studie av stipendiater inom Svenska Institutets Visbyprogram 1997-2015 (2018:2)
- Den svensksomaliska diasporans engagemang i utvecklingsarbete och katastrofhjälp i Somalia (2018:1)

2017
- En rättvis fördelning: ansvarsfördelning för skyddsbehövande (2017:10)
- Reform av EU:s gemensamma asylsystem (CEAS) (2017:9)
- Ansvarsfördelning för flyktingar i Mellanöstern och i Nordafrika (2017:8)
- Valdeltagande och representation – om invandring och politisk integration i Sverige (2017:7)
- Invandring i medierna – hur rapporterar svenska tidningar? (2017:6)
- Invandringens historia – från ”folkhemmet” till dagens Sverige (2017:5)
- Integration och tillit – långsiktiga konsekvenser av den stora invandringen till Norge (2017:4)
- Vägen till arbete (2017:3)
- Hatbrott med främlingsfientliga och rasistiska motiv (2017:2)
- De invandringskritiska partiernas politiska inflytande i Europa (2017:1)

2016
- Invandringens effekter på Sveriges ekonomiska utveckling (2016:8)
- Invandring och företagande (2016:7)
- Invandring, mediebilder och radikala högerpopulistiska partier i Norden (2016:6)
- Migration inom och från Afrika (2016:5)
- Diaspora - ett begrepp i utveckling (2016:4)
- Irreguljär migration och Europas gränskontroller (2016:3)
- Invandringens arbetsmarknadseffekter (2016:2)
- Alla tiders migration! (2016:1)

2015
- Arbetskraft från hela världen: Hur blev det med 2008 års reform? (2015:9)
- Valet och vägen: En intervjustudie med nyanlända syrier i Sverige (2015:8)
- Kategoriernas dilemman (2015:7)
- Vem blir medborgare och vad händer sen? Naturalisering i Danmark, Norge och Sverige (2015:6)
- Svenskt medborgarskap: reglering och förändring i skandinaviskt perspektiv (2015:5)
- Migration och företagens internationalisering (2015:4)
- Integrationspolitik och arbetsmarknad (2015:3)
- Politiska remitteringar (2015:2)
- Internationell migration och remitteringar i Etiopien (2015:1)

2014
- Radikala högerpartier och attityder till invandring i Europa (2014:1)

## Delmi-podden
Under våren 2021 började Delmi producera en egen podcastserie om migration och integration. I Delmi-podden får du ta del av intressanta samtal och reflektioner kring olika teman inom migration och integration och lyssna på forskares och andra experters analyser. Syftet med avsnitten är att väcka intresse och begripliggöra olika företeelser kring migration och integration. Programledare för majoriteten av avsnitten har varit Ann-Louise Rönestål och medarbetare från Delmis kansli. Under våren 2022 lanserades en ny serie podd-avsnitt, ”Delmipodden special”, med Mats Bergstrand som programledare. Temat var hur vi överbryggar klyftan mellan forskare och journalister, särskilt på migrationsområdet.  

### Tidigare avsnitt
Säsong 7
- Avsnitt 31. NORAQ: Stärka system för återvändande och återintegration i Irak
- Avsnitt 30: Mellan hopp och ovisshet – hur påverkar långa handläggningstider migranter?

Säsong 6
- Avsnitt 29. Mellan krig och sanktioner: Vad påverkar viljan att emigrera från Ryssland?
- Avsnitt 28. Återvändandets diplomati
- Avsnitt 27. Arbetskraftsinvandring
- Avsnitt 26. Delmi 10 år

Säsong 5
- Avsnitt 25. Validering som verktyg för arbetsmarknadsintegration.
- Avsnitt 24. Livepodd från Integrationsforum
- Avsnitt 23. Barn i återvändandeprocessen.
- Avsnitt 22. Hur fungerar återvändande?
- Avsnitt 21. Trygghetsskapande åtgärder i lokalsamhället
- Avsnitt 20. EU-ordförandeskapet och migration

Säsong 4
- Avsnitt 19. Klimatförändringar, migration och framtiden
- Avsnitt 18. Nyanländas integration

Säsong 3
- Avsnitt 17. Valdeltagande och representation
- Avsnitt 16. Avräkningar från biståndet: när, var, hur?
- Avsnitt 15. Migration, remitteringar och klimatförändringar
- Avsnitt 14. Den ukrainska flyktingkrisen
- Avsnitt 13. Forskaren och migrationsfrågan
- Avsnitt 12. Forskarens roll i medierna
- Avsnitt 11. Forskningen och nyhetsjournalistiken

Säsong 2
- Avsnitt 10. Skolsegregation och psykisk ohälsa
- Avsnitt 9. Tidsbegränsade kontra permanenta uppehållstillstånd
- Avsnitt 8. Afghanistan i talibanernas händer
- Avsnitt 7. Barnets bästa i asylärenden

Säsong 1
- Avsnitt 6. Migrationsresan för tredjelandsmedborgare
- Avsnitt 5. Återvändande och återintegration
- Avsnitt 4. Migranters möte med svensk hälso- och sjukvård
- Avsnitt 3. Ungas integration i Sverige
- Avsnitt 2. Hälsa, kön och flickors deltagande i idrottsrörelsen
- Avsnitt 1. Miljonprogram, migranter och utsatthet för covid-19

## Migration i siffror
Delmis interaktiva statistikplattform, Migration i siffror, erbjuder användarvänlig statistik inom områden med koppling till migration och integration i Sverige och internationellt. Besökaren kan själv välja vilka variabler som ska undersökas och jämföras, exempelvis tidsperioder, länder och migrantkategorier. Statistiken bygger på data från de största statistikproducenterna på migrationsområdet – bland annat EU-kommissionen, OECD och FN. Delegationen står oberoende i förhållande till den statistik som förmedlas.
Sidan Migration i siffror kommer att vara inaktiverad under en längre period för underhåll. Om du är intresserad av att ta del av statistik eller visualiseringar som tidigare fanns på sidan eller om du söker mer information om Migration i siffror, vänligen kontakta Delmi.